# Србија у 2015.
У наставку су наведени догађаји који су се десили током 2015. у Србији.

## На дужности
- Председник: Томислав Николић
- Премијер: Александар Вучић

## Музички догађаји
- Србија на Песми Евровизије 2015.

## Спорт

### Кошарка
- Шампиони АБА лиге 2014–15: КК Црвена звезда.[1]
- МВП Евролиге 2015: Немања Бјелица. Српски играчи су доминирали на листи.[2]
- Шампионке Европског првенства у кошарци за жене 2015

### Тенис
- Тениска сезона Новака Ђоковића 2015: бр. 1
  - Светска спортска награда Лауреус за спортисту године 2015

### Фудбал
- Светско првенство у фудбалу до 20 година 2015.

### Ватерполо
- Светска лига у ватерполу 2015.

## Преминуле особе
- 26. април: Миладин Стевановић Цакан (74 године), један од најбољих пилота Србије.[3]
- 3. априла: Богољуб Степановић (71), председник Судијске комисије Фудбалског савеза Србије.[4]
- 6. април: Дарко Броћић (50 година).[5]
- 6. април: Константин Зечевић (94), фудбалер.[6]